# Pseudagrion hageni
Pseudagrion hageni là một loài chuồn chuồn kim thuộc họ Coenagrionidae. Loài này có ở Angola, Kenya, Malawi, Mozambique, Nam Phi, Tanzania, Uganda, Zambia, Zimbabwe, có thể cả Burundi, và có thể cả Cộng hòa Congo. Môi trường sống tự nhiên của chúng là rừng ẩm vùng đất thấp nhiệt đới hoặc cận nhiệt đới và sông ngòi.